# HTB映像
エイチ・テー・ビー映像株式会社（エイチ・テービーえいぞう、英文社名：HTB VIDEO CO., LTD、呼称：HTB映像）は、北海道札幌市中央区に本社を置く、北海道テレビ放送（HTB）グループの映像プロダクション。以前は豊平区に本社があった。愛称は『miruca(ミルカ)』。
撮影系、演出系、技術系の各スタッフを抱える。

## 会社概要
- 創立：1992年4月1日
- 社名：エイチ・テー・ビー映像株式会社
- 愛称：miruca(ミルカ)
- 従業員数：138名(2014年7月1日現在)
- 主要取引銀行：北海道銀行、三井住友銀行、北洋銀行

## 業務内容
ニュースのカメラ取材・編集、情報番組・バラエティ・ドキュメンタリー・ドラマ・スポーツ番組の撮影・録音・中継・演出・企画・制作、CM・VPの企画・制作、各種イベントの収録、映像アーカイブ業務、スポーツ施設等の照明・音響・映像に関する技術コンサルティング、広告代理店業務

## 組織
- 事業開発部
  - アーカイブ・グループ

- 制作部
  - 第一制作グループ　　　
  - 第二制作グループ

- 制作技術部
- 映像部
- 総務部

## 常勤役員
- 代表取締役社長 上杉一紀
- 取締役制作部長 高尾雅伸

## 株主
- 北海道テレビ放送株式会社(HTB)。[2]

## 所属するグループ・団体、資格等
- HTBグループ
- テレビ朝日系列制作会社会
- 札幌商工会議所会員[3]。
- 一般社団法人 北海道映像関連事業社協会(北映協)[4]。
- 一般社団法人 全国放送関連派遣協会)[5]。
- 一般指名競争入札参加資格社(全省庁統一、北海道、札幌市)